# Calamus batanensis
Calamus batanensis là loài thực vật có hoa thuộc họ Arecaceae. Loài này được (Becc.) Baja-Lapis mô tả khoa học đầu tiên năm 1987.